# 윌리스 타워
윌리스 타워(영어: Willis Tower)는 1973년 미국 시카고 일리노이에 지어진 마천루로, 지상 108층이며 높이는 442m이다. 2013년 뉴욕 시에 프리덤 타워가 건설되기 전까지는 서반구에서 제일 높은 건물이었다.
이 빌딩의 구조는 기둥이 없는 75피트 너비로 된 9개의 튜브로 이루어진 묶음튜브구조로 이루어져 있다. 2개는 50층 높이, 2개는 66층 높이, 3개는 90층 높이, 나머지 2개는 108층 높이이다. 종종 110층이라고 알려지는데 이것은 엘리베이터 박스와 지붕을 합한 잘못된 층수이며, 정확한 층수는 108층이 맞다.

## 역사
시어스가 사무용도로 처음 지었으며 당시 이름은 시어스 타워(Sears Tower)였다. 1970년대 미국에서 가장 큰 유통기업이었던 시어스는 자사의 사업이 계속 팽창할거라 보고 시카고 전역에 흩어진 사무실과 미래에 필요할 사무 공간을 모두 수용할 수 있는 건물을 원했다. 뉴욕의 세계 무역 센터를 제치고 페트로나스 트윈 타워가 준공된 1998년까지 세계에서 가장 높은 건물 지위를 차지했다. 시어스는 경영이 악화되면서 1993년 본사를 옮기면서 건물을 매각했지만, 건물은 2009년까지 ‘시어스 타워’로 불렸다. 2009년 영국의 보험사 '윌리스 그룹'이 이 건물에 입주하면서 그 해 7월에 윌리스 타워로 명칭을 바꾸었다. 공식적인 이름이 바뀌었음에도 시카고 주민들은 여전히 건물을 시어스 타워라 부른다.

## 갤러리

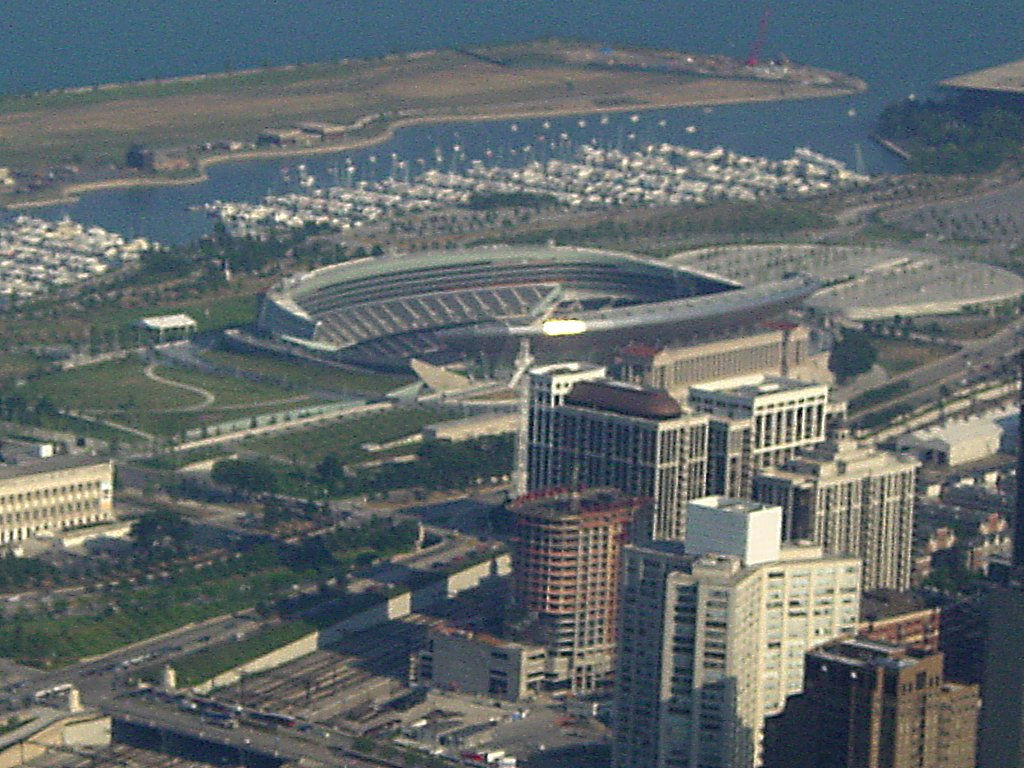
윌리스 타워 전망대에서 보이는 솔져 필드.
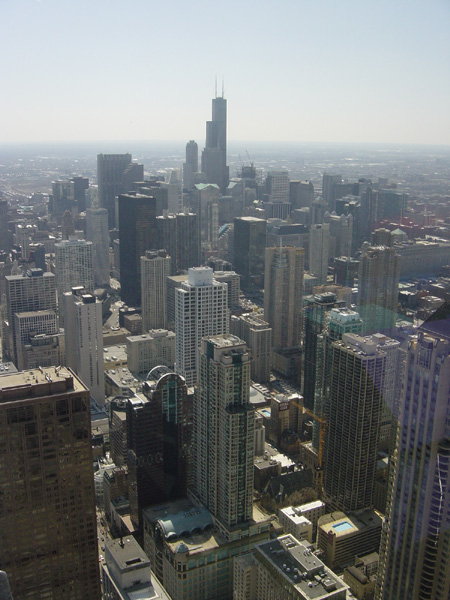
존 핸콕 센터 전망대에서 보이는 윌리스 타워.
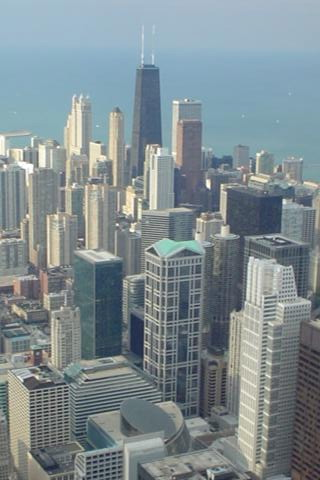
108층 전망대에서 보이는 시카고 시의 스카이라인. 왼쪽부터 900 노스 미시간(900 North Michigan), 파크 타워, 존 핸콕 센터, 워터 타워 플레이스 (L-R).
다른 초고층 빌딩들과의 높이 비교 도표.
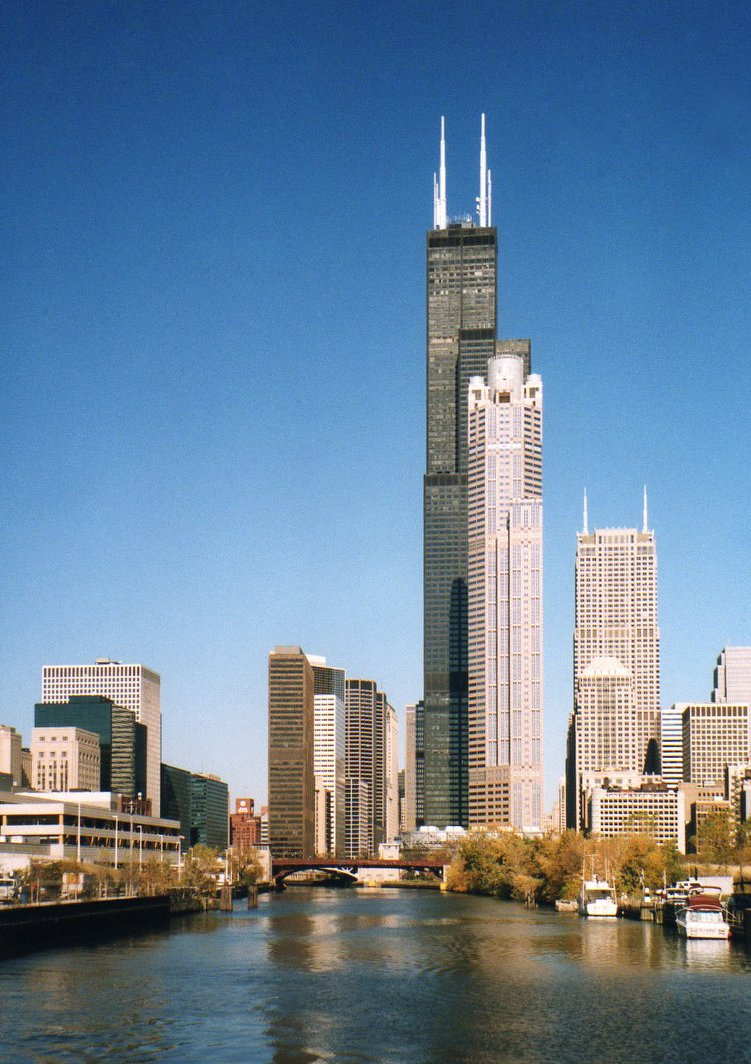
윌리스 타워의 모습.
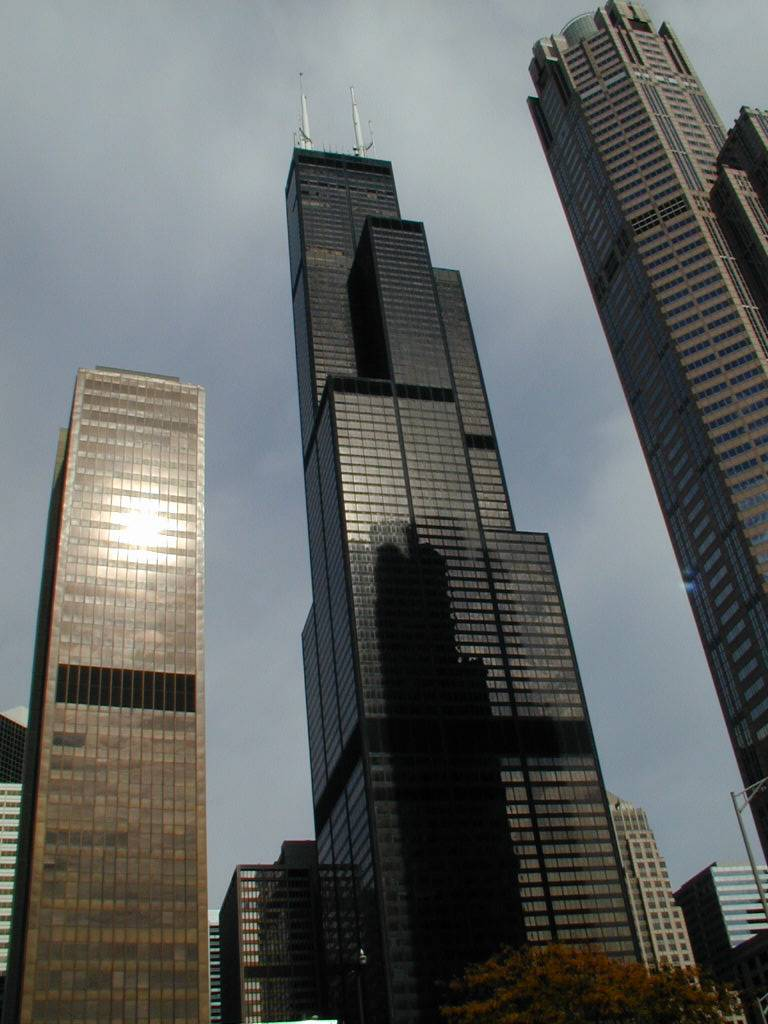
윌리스 타워.

## 같이 보기
- 시어스
- 존 핸콕 센터
- 270 파크 애비뉴
- 마천루 목록
- 100층 이상의 마천루 목록